# Радченко, Евгений Дмитриевич
Евгений Дмитриевич Радченко (5 января 1924, с. Лоскино, Херсонский округ, Одесская губерния, Украинская ССР, СССР — 15 декабря 2016, Москва, Российская Федерация) — советский организатор промышленного производства и государственный деятель, директор Всесоюзного НИИ по переработке нефти, Герой Социалистического Труда.

## Биография
Родился в семье крестьянина и учительницы. в 1940 г. поступил в Днепропетровский химико-технологический институт. Кандидат технических наук (1964).
Участник Великой Отечественной войны. Был призван в 1944 г. В составе 3-го Украинского фронта  участвовал в освобождении Николаевской области, Одессы и других населенных пунктов Южной Украины. Был награжден медалью «За боевые заслуги». Закончил войну в освобожденной Болгарии. 
В 1950 г. по окончании института был направлен по распределению в Иркутскую область, где начал трудовой путь должности инженера дирекции строящегося комбината по производству искусственного жидкого топлива, – составной части будущего Ангарского нефтехимического комбината. Затем работал сменным инженером цеха, начальником цеха, главным инженером газового завода, главным инженером управления. А в 1962 г. был назначен начальником комбината № 16, который затем был переименован в Ангарский нефтехимический комбинат Министерства нефтеперерабатывающей и нефтехимической промышленности СССР.
С 1970 г. до выхода на пенсию — директор Всесоюзного НИИ по переработке нефти. В 1981 г. защитил докторскую диссертацию по специальности «химическая технология топлива и газа». Имел ученое звание профессора. Был автором более двухсот научных статей в журналах «Химия и технология топлива и масел» и «Нефтехимия», среди них работы по переработке нефти, получению реактивных и ракетных топлив с применением гидрогенизации и промышленных катализаторов для нефтепереработки и нефтехимии; являлся автором и соавтором 55 изобретений. Подготовил десять кандидатов наук и четверо докторов наук. 
После выхода на пенсию — главный научный сотрудник и член специализированных советов по защите диссертаций в НИИ по переработке нефти и членом Ученого совета Российского государственного университета нефти и газа имени Н. М. Губкина.
Избирался депутатом Верховного Совета РСФСР 7-го созыва.

## Награды и звания
Указом Президиума Верховного Совета СССР от 29 августа 1969 г. ему было присвоено звание Героя Социалистического Труда с вручением ордена Ленина и золотой медали «Серп и Молот».
Кавалер орденов Ленина (1965), Октябрьской Революции, Отечественной войны II степени  и Трудового Красного Знамени (1957), медалей, в том числе медалью «За боевые заслуги», медалью имени академика В.Н. Челомея.
Лауреат Государственной премии СССР. Заслуженный деятель науки и техники РСФСР (1984). Заслуженный работник нефтехимической промышленности РСФСР. Почетный гражданин города Ангарска.